# Anti-Frost-Protein

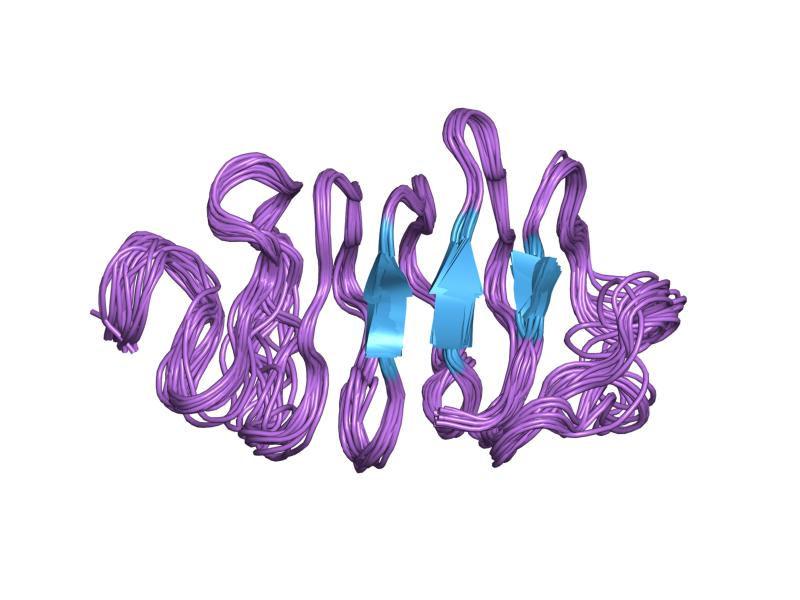
Das für Wärmehysterese verantwortliche Anti-Frost-Protein aus Choristoneura fumiferana

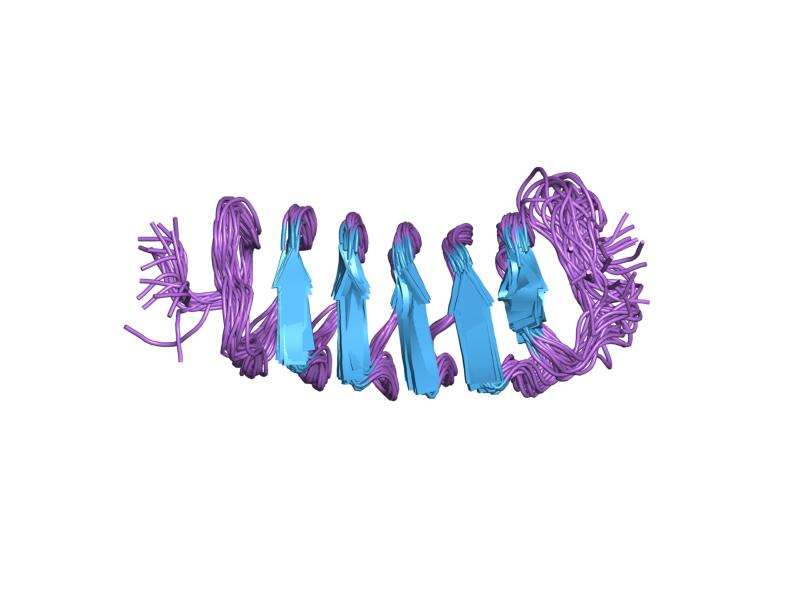
Anti-Frost-Protein aus Tenebrio molitor

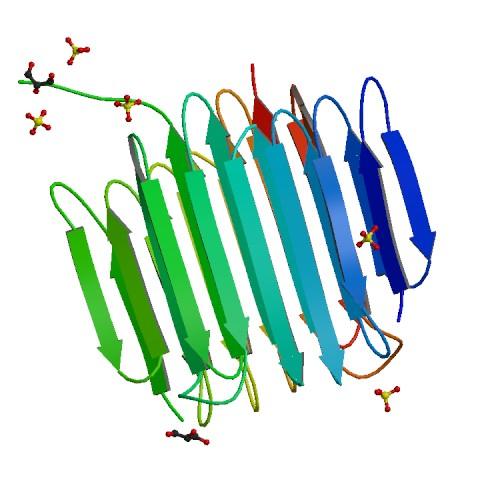
RiAFP(H4) aus Rhagium inquisitor

Anti-Frost-Proteine (AFP), auch Eisstrukturierende Proteine (englisch ice-structuring proteins, ISP), Frostschutzproteine oder thermale Hystereseproteine (THP) sind eine Klasse von Proteinen, die von bestimmten Wirbeltieren, Pflanzen, Pilzen und Bakterien gebildet werden, um in einer Umgebung mit Temperaturen unter dem Gefrierpunkt von Wasser zu überleben.

## Wirkungsweise
Anti-Frost-Proteine binden sich an Eiskristalle und verhindern deren Wachstum und die Rekristallisation, was zum Tode des Lebewesens führen würde. Die Proteine können auch mit Zellmembranen von Säugetieren wechselwirken, um diese vor Frostschäden zu bewahren.
Anders als die handelsüblichen Frostschutzmittel senken die Anti-Frost-Proteine nicht den Gefrierpunkt proportional zu ihrer Konzentration, sondern wirken nicht-kolligativ. AFP erzeugen eine Gefrierpunktserniedrigung und verringern die Bildung von Eiskristallen, indem sie in nicht-kolligativer Weise an die Oberfläche der entstehenden Eiskristalle binden. Dies erlaubt ihnen, in Konzentrationen wirksam zu sein, die mehr als 300 bis 500 Mal niedriger sind als die gewöhnlicher gelöster Substanzen beim Frostschutz. Auch haben diese Konzentrationen keinen Einfluss auf den osmotischen Druck. Die ungewöhnlichen Eigenschaften der Anti-Frost-Proteine sind zurückzuführen auf ihre Bindung an die Oberfläche von Eiskristallen.
Lebewesen, die Anti-Frost-Proteine enthalten, können in frost-vermeidende und frost-tolerante Arten eingeteilt werden. Die frostvermeidenden Arten sind in der Lage, ihre Körperflüssigkeiten vollständig gegen das Gefrieren zu schützen. Typischerweise bricht jedoch der Gefrierschutz bei extrem niedrigen Temperaturen, was zu einem schnellen Wachstum der Eiskristalle und anschließendem Tod des Lebewesens führt. Die frost-toleranten Arten sind in der Lage, das Gefrieren von Körperflüssigkeiten zu überleben. Einige dieser Arten werden dabei mit den Anti-Frost-Proteinen in Zusammenhang gebracht, die als Kälteschutzmittel wirksam sind und die schädliche Wirkung des Frostes mindern, aber nicht gänzlich aufheben. Die genaue Wirkungsweise ist noch unbekannt. Jedoch kann das Vorhandensein von Anti-Frost-Proteinen die Rekristallisation verhindern, die Zellmembranen stabilisieren und so Frostschäden minimieren. In Fischen sind die Anti-Frost-Proteine größtenteils aus der Aminosäure L-Alanin aufgebaut und mit L-Threonin durchsetzt. In Käfern enthalten Anti-Frost-Proteine gehäuft Threonin, z. B. RiAFP.

## Entwicklung

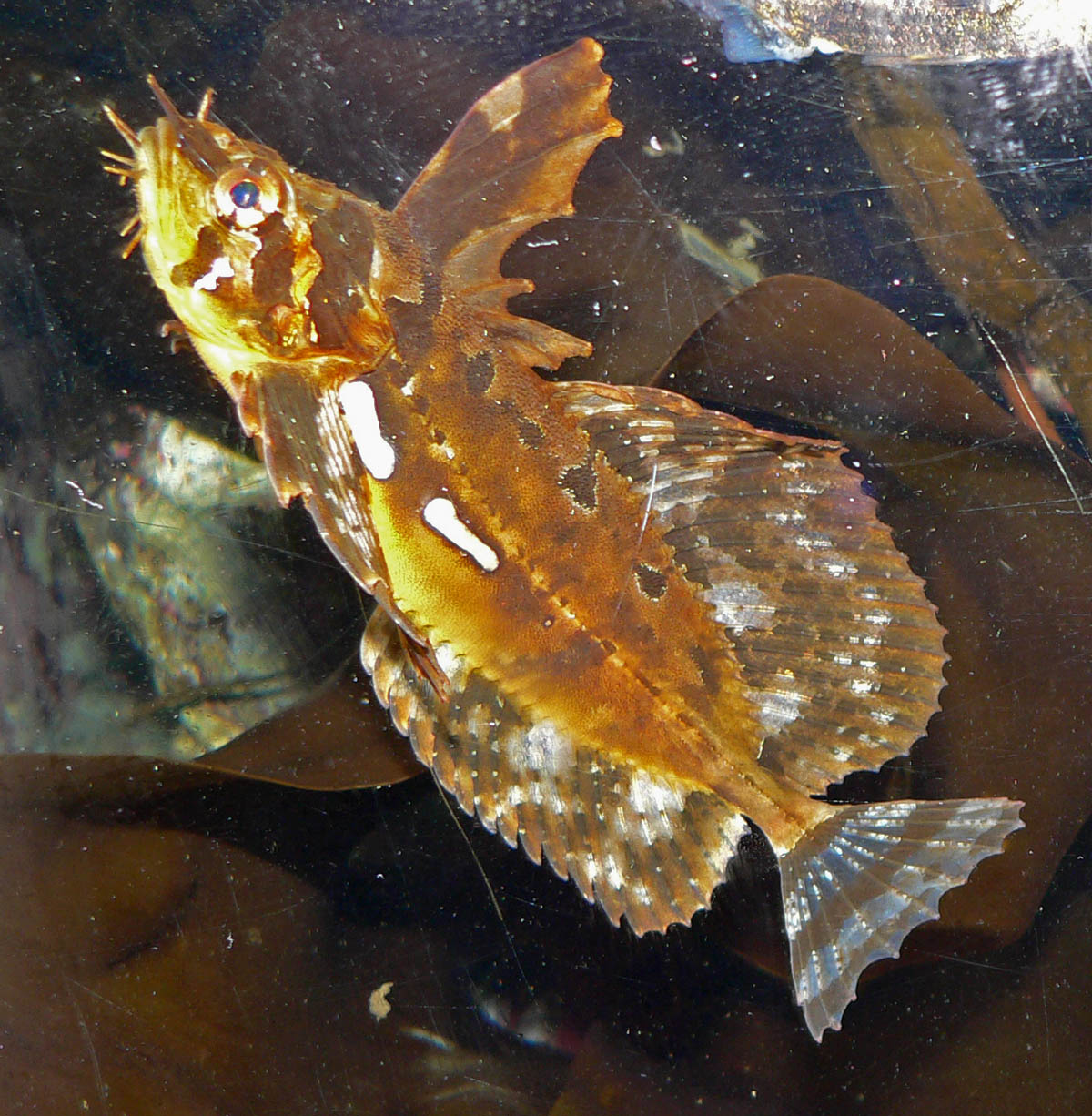
Seeraben bilden Anti-Frost-Proteine

Die bemerkenswerte Diversifizierung und Verteilung der Anti-Frost-Proteine lässt vermuten, dass die unterschiedlichen Typen in jüngerer Zeit entstanden sind und zwar als Reaktion auf die Vereisung der Meere vor etwa ein bis zwei Millionen Jahre in nördlichen Hemisphäre und vor zehn bis dreißig Millionen Jahren in der Antarktis. Die unterschiedliche Entwicklung ähnlicher Anpassungsvorgänge wird als „konvergente Evolution“ bezeichnet. Zwei Gründe sind dafür ausschlaggebend, dass viele Typen von Anti-Frost-Proteinen dieselbe Funktion ausführen können, obwohl sie unterschiedlich aufgebaut sind:
1. obwohl Eis durchgehend aus Sauerstoff und Wasserstoff besteht, besitzt es viele verschiedene Oberflächenerscheinungen, die für Bindungen geeignet sind; verschiedene Typen von Anti-Frost-Proteinen können sich so an verschiedenartige Oberflächen anlagern.
2. obwohl sich die fünf bekannten Typen von Anti-Frost-Proteinen in ihrer Primärstruktur unterscheiden, weisen sie ähnliche dreidimensionale oder Tertiärstrukturen auf, wenn sie sich zu einem aktiven Protein entfalten.[2][8]

## Geschichte
In den 1950er Jahren untersuchte der norwegischstämmige Wissenschaftler Per Fredrik Scholander, warum arktische Fische in Wasser überleben können, das Temperaturen aufweist, die unter dem Gefrierpunkt ihres eigenen Blutes liegen. Seine Experimente veranlassten ihn zu der Annahme, dass es ein Antifrostmittel in ihrem Blut geben müsse. Ende der 1960er Jahre konnte der Zoologe Arthur DeVries das Anti-Frost-Protein durch die Untersuchung von arktischen Fischen isolieren. Seinerzeit wurden sie „Glykoproteine als biologische Antifrost-Mittel“ genannt und anschließend als Antifrost-Glykoproteine bezeichnet, um sie von den neu entdeckten biologischen Anti-Frost-Proteinen zu unterscheiden, die keine Glykoproteine waren. DeVries und Robert Feeney konnten dann die chemischen und physikalischen Eigenschaften der Anti-Frost-Proteine charakterisieren.
1992 publizierte Griffith eine Arbeit zu Anti-Frost-Proteinen in Blättern des Winterweizens. Etwa zur gleichen Zeit dokumentierten Urrutia, Duman und Knight das Wärmehysterese-Protein (thermal hysteresis) in Bedecktsamern. Im Jahr 1993 wurden Anti-Frost-Proteine in Pilzen und Bakterien nachgewiesen.

## Diskussion zum Namen
In neuerer Zeit wurde versucht, Anti-Frost-Proteinen den neuen Namen „Eisstrukturierende Proteine“ zu geben, um sie besser von synthetischen Frostschutzmitteln und deren negativem Image abzuheben (z. B. Ethylenglycol). Die beiden Dinge sind vollständig unterschiedliche Stoffklassen und haben nur eine sehr entfernte Ähnlichkeit in ihrer Wirkung.